# О’Хэллоран, Дастин
Да́стин Джей О’Хэ́ллоран (англ. Dustin J. O'Halloran; 8 сентября 1971, Финикс, Аризона, США) — американский композитор.

## Биография
О’Хэллоран родился в Финиксе, штат Аризона. Большую часть своего детства провёл на Гавайях и в Лос-Анджелесе. Музыкальное образование не получил, занимался самообучением игре на пианино с 7 лет.
Изучал искусство в колледже Санта-Моники, где встретил певицу Сару Лов. В 1998 году вместе с ней основал инди-рок-группу Devics. Когда группа подписала контракт с Bella Union в 2001 году, они переехали в Романью, Италия, где О’Хэллоран прожил семь лет.
О’Хэллоран обладает ярко выраженной синестезией — воздействие на один орган чувств вызывает весьма необычные ощущения, которые принадлежат другому органу чувств. Одной из разновидностей таких феноменальных способностей является цветной слух, при котором музыкальные звуки вызывают у композитора цветовые ассоциации. Вот как эти способности О’Хэллорана описывают музыкальные журналисты-неоклассики: 

Дастин играет по наитию, следуя чистым импульсам вдохновения — у него действительно дар от Бога. Пьесы О’Хэллорана звучат куда более искренне, глубоко, образно и, наконец, оригинально, чем музыка многих популярных композиторов-неоклассиков.— Неоклассика, музыкальное агентство

## Творчество
Композиции О’Хэллорана звучали в программе об автомобилях Top Gear, некоторые стали саундтреками к фильмам (например, «Opus 17» в работе Софии Копполы «Мария-Антуанетта»). Он создал мелодии, звучащие в мелодрамах «Как сумасшедший» (2011 год) и «Сейчас самое время» (2012 год).
Альбом «Vorleben» был записан в Берлине и стал первой концертной пластинкой Дастина. В качестве инструмента было использовано пианино Bosendorfer, принадлежащее одной из церквей города. Нильс Фрам, друг и известный пианист, помогал О’Хэллорану в его работе.
Сам Дастин однажды сказал, что в сочинительстве песен он ничего не понимает, это для него пока что тайный процесс. Все песни рождаются лишь под влиянием вдохновения, и если рядом с ним во время очередного наплыва эмоций окажется пианино — то обязательно получится новая успешная композиция.

## Дискография
- Piano Solos (Bella Union, September 13, 2004)
- Piano Solos Vol. 2 (Filter Recordings, October 10, 2006)
- An American Affair: Original Motion Picture Soundtrack (Filter Recordings, May 5, 2009)
- Vorleben (Sonic Pieces, April 16, 2010)
- Lumiere (130701, February 2011)
- A Winged Victory for the Sullen (Erased Tapes Records, September 8, 2011) (with Adam Wiltzie)
- Like Crazy: Original Motion Picture Soundtrack (Relativity Music Group, October 24, 2011)